# Ray Lee
Raymond Maurice Lee (sinh ngày 19 tháng 9 năm 1970) là một cựu cầu thủ bóng đá người Anh thi đấu ở vị trí tiền vệ phải.

## Sự nghiệp
Năm 1986, Lee gia nhập Arsenal với tư cách học việc. Lee trải qua 4 năm tại Arsenal, trước khi bị giải phóng hợp đồng năm 1990. Sau một thời gian với Swindon Town, ông không ra sân trận nào, Lee kí hợp đồng với Scarborough. Trong mùa giải 1990-91, Lee có 10 lần ra sân Fourth Division cho Scarborough, trước khi chuyển đến Redbridge Forest. Năm 1991, Lee gia nhập Chelmsford City, có 26 lần ra sân, ghi một bàn thắng.